# Space Quest Chapter I: The Sarien Encounter
Space Quest Chapter I: The Sarien Encounter è un'avventura grafica sviluppata da Mark Crowe e Scott Murphy per la Sierra On-Line. Il videogioco fu commercializzato nel 1986-1987 per sistemi Amiga, Atari ST, MS-DOS, Apple II, Apple IIGS e Mac OS, ed è il capostipite della serie fantascientifica e umoristica Space Quest.
I comandi di gioco vengono dati da tastiera, digitando brevi frasi in inglese. Anche il movimento del protagonista (Roger Wilco) è comandato da tastiera; in alcuni casi è necessario schivare ostacoli o sparare, per cui è in minima parte anche un gioco d'azione.
Nel 1991 ne uscì, solo per Amiga, MS-DOS e Mac OS, una versione completamente rinnovata dal punto di vista grafico, con interfaccia basata su mouse e icone, e con alcune differenze anche negli enigmi. Questa versione usa il titolo di copertina Space Quest I: Roger Wilco in the Sarien Encounter.

## Trama
Il nome del protagonista è in realtà non definitivo, e quello predefinito è "Roger Wilco" (riferimento alla comunicazione radio "Roger, Will Comply"), anche se diventerà il suo nome canonico nel corso della serie; invece, al giocatore è chiesto di inserire il proprio nome rinominando di fatto il protagonista.
Roger è un addetto alle pulizie a bordo dell'astronave scientifica Arcada, che si trova nella galassia di Earnon e che possiede un potente dispositivo sperimentale chiamato "Star Generator" (un riferimento al dispositivo Genesis di Star Trek II - L'ira di Khan). Svegliatosi in un ripostiglio, Roger viene a sapere che la nave è stata abbordata e sequestrata dai sinistri Sarien, una razza di conquistatori e distruttori alieni. Usando una chiave magnetica che trova sul corpo di un membro dell'equipaggio morto, raggiunge una capsula di salvataggio e fugge dall'Arcada.
Dopo un atterraggio di fortuna, Roger si ritrova nell'arido e desolato pianeta Kerona, braccato da un ragno-droide inviato dai Sarien; si fa strada attraverso il deserto e una serie di grotte e viene accolto da una misteriosa testa disincarnata, che lo incarica di uccidere una mostruosa creatura chiamata Orat in cambio di un mezzo di trasporto. Dopo essere riuscito nel compito e nell'elusione del droide cacciatore, torna dalla testa aliena con la prova del suo successo sotto forma di un pezzo di carne di Orat; la testa lo ricompensa promettendogli di entrare in un complesso sotterraneo abitato da altri alieni della stessa specie, e gli viene fornito uno skimmer, un piccolo hovercraft (riferimento diretto ai landspeeder di Guerre stellari). Roger si reca alla città desertica di Ulence Flats (un riferimento diretto a Mos Eisley sempre di Guerre stellari) per trovare una via d'uscita dal pianeta, e là vince abbastanza soldi per comprare un'astronave e un droide di navigazione giocando alle slot machine in una cantina. In quel momento ode da un cliente del bar la posizione dell'astronave dei Sarians, il Deltaur, e vola seguendo le sue coordinate.
Per infiltrarsi nel Deltaur, Roger deve, tra le altre cose, usare il suo zaino a razzo, evitare un droide, arrampicarsi all'interno di una presa d'aria, chiuderi in un baule, farsi mettere in una lavatrice, travestirsi da Sarien indossando una delle loro uniformi e altri metodi delicati e creativi. In tal modo si fa strada per lo Star Generator e lo programma per autodistruggersi, fuggendo dalla nave appena prima che esploda.
Alla fine del gioco, Roger viene ricompensato con un "mocio d'oro" come segno di eterna gratitudine dal popolo di Xenon (un riferimento al pianeta da Blake's 7).